# 에이미 매디건
에이미 매디건(Amy Madigan, 1950년 9월 11일 ~ )은 미국의 배우이다.

## 출연 작품
- 라스트 풀 메저 (2019)
- 아메리칸 우먼 (2018)
- 스턱 (2017)
- 어 크루키드 썸바디 (2017, A Crooked Somebody)
- 그레이 레이디 (2017)
- 그 규칙은 당신에게 적용되지 않아요 (2016)
- 쉬린 인 러브 (2014)
- 도망자 2018 (2014)
- 라이프가드 (2013, The Lifeguard)
- 다이닝 (2011)
- 댓츠 왓 아이 엠 (2011)
- 원스 폴른 (2010)
- 버지니아 (2010)
- 게리스 워크 (2009)
- 리빙 프루프 (2008)
- 프린지 (2008)
- 가라, 아이야, 가라 (2007)
- 윈터 패싱 (2005)
- 더 랜치 (2004)
- 언포기버블 블랙니스 (2004)
- Admissions (2004)
- 카니발 (2003)
- 어 타임 포 댄싱 (2002)
- 라라미 프로젝트 (2002)
- Just a Dream (2002)
- 더 슬리피 타임 갤 (2001)
- 폴락 (2000)
- 밝게 빛나는 거짓말 (1998)
- 위드 프렌즈 라이크 디즈 (1998)
- 러브드 (1997)
- 라이더스 오브 더 퍼플 세이지 (1996)
- 성도착증 여자 (1996)
- 베이스볼 (1994)
- 다크 하프 (1993)
- 금지된 자유 (1989)
- 아저씨는 못말려 (1989)
- 꿈의 구장 (1989)
- 펜실바니아 귀공자 (1988)
- 노웨어 하이드 (1987)
- 알라모의 총성 (1985)
- 인생이여 다시 한번 (1985)
- 마음의 고향 (1984)
- 스트리트 오브 파이어 (1984)
- 트래비스 맥기 (1983)
- 그날 이후 (1983)
- 러브 레터 (1983)
- 러브 차일드 (1982)

### 텔레비전
- 크리미널 마인드 (2005)
- 그레이 아나토미 시즌5 (2008)